# Ganj Nameh
Ganj Nameh (persa: گنجنامه, Ganjnāme, literalment ‘Llibre de tresors') és una inscripció monumental rupestre que commemora els actes dels reis aquemènides Darios el Gran i el seu fill Xerxes I de Pèrsia.

Està situada sobre el vessant d'un turó rocós a les muntanyes Alvand, a uns 10 km a l'oest d'Ecbàtana, l'actual Hamadan (Iran). Consta de dos plafons trilingües gravats en granit en escriptura cuneïforme en els idiomes babilònic, persa antic i elamita. La inscripció comença amb una pregària al déu Ahura Mazda i continua amb les victòries i el llinatge de Darios i Xerxes.

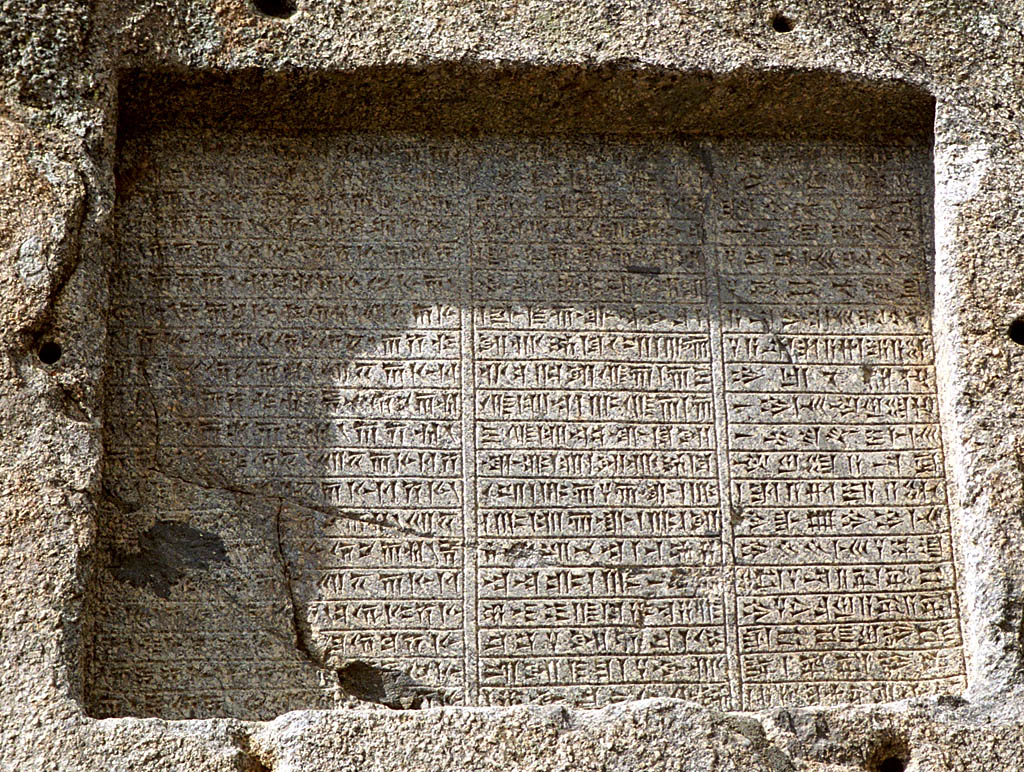
Inscripció de Darios I
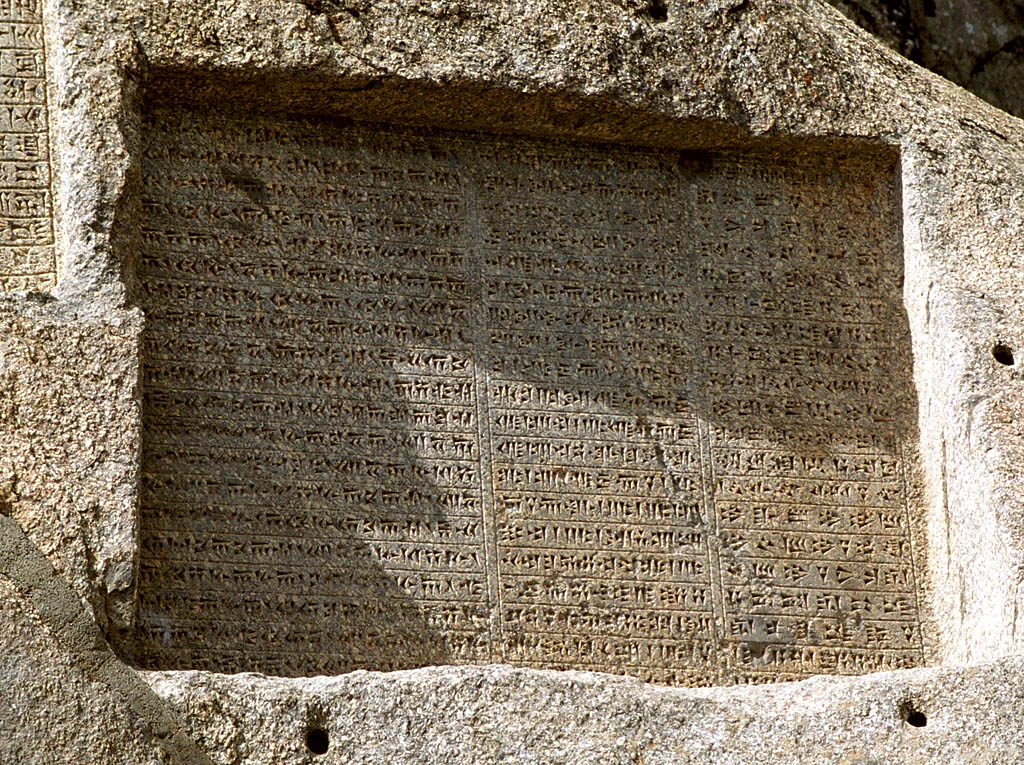
Inscripció de Xerxes I